# 진영정보공업고등학교
진영고등학교(進永高等學校)는 경기도 부천시 소사구에 있는 학력인정 고등학교이다.